# 14627 Emilkowalski
Emilkowalski (asteróide 14627) é um asteróide da cintura principal, a 2,20774395 UA. Possui uma excentricidade de 0,15055622 e um período orbital de 1 530,42 dias (4,19 anos).
Emilkowalski tem uma velocidade orbital média de 18,47505392 km/s e uma inclinação de 17,73340694º.
Este asteróide foi descoberto em 7 de Novembro de 1998 por Richard Kowalski.